# Craig Mack
Craig Jamieson Mack (Trenton, Nueva Jersey, 10 de mayo de 1970-Walterboro, Carolina del Sur, 12 de marzo de 2018) fue un rapero y compositor estadounidense.

## Discografía
- Project: Funk da World (1994)
- Operation: Get Down (1997)
- "The Deli" Soundtrack (1999)